# 上海魏广秀敲头抢劫案
魏广秀敲头抢劫案，又称魏广秀连续性拦路伤害、抢劫妇女财物案、“3·18”特大抢劫妇女系列案，是指于1997年3月至4月间，在中华人民共和国上海市杨浦区、宝山区发生的系列敲头抢劫案。该案主谋魏广秀为安徽籍来沪男子，先后在杨浦区、宝山区用钝斧敲头的形式抢劫市民财物。此系列案件共发生13起类似抢劫案，导致2人死亡、6人重伤、6人轻伤，其中包含一名男性老人。1997年5月29日，上海市第二中级人民法院一审宣判魏广秀死刑，6月13日被处决。
该系列案件发生后，在上海社会乃至全中国大陆广受热议，境外媒体亦有关注此案。而在案件调查期间，民警也通过利用寻呼机查找犯罪嫌疑人的位置，这是中国大陆刑侦史上首次利用寻呼机倒查追踪犯罪嫌疑人，在当时信息技术不够发达的1990年代中期也是少有的。

## 主谋
该案主谋魏广秀，于1971年3月3日出生于安徽省利辛县丹凤乡一个普通农民家庭，初中学历。1989年3月入伍中国人民解放军海军东海舰队，在上海宝山服役。在部队服役期间，曾先后获得过“神枪手”“优秀”等称号，后来还担任过排长，也曾在部队内部出过黑板报。1992年，魏广秀与来自崇明县（现崇明区）的姑娘顾某结婚，两人同居并生育了一个儿子。
1992年10月，魏广秀与同伙进入上海虬江码头的露天仓库，将仓库管理员敲晕，之后将价值人民币8400多元的锌锭盗走，销赃得款4000多元。1993年5月，魏广秀被海军东海舰队军事法院判处有期徒刑5年，在北京秦城监狱服刑。因在狱中积极改造，还写了一些刊载于报纸上的文章，魏广秀在狱中获减刑一年。1996年11月，魏广秀刑满释放，同年12月14日返沪办理退伍转业手续，再次与妻儿团聚。魏广秀出狱后，他在上海求职遇到困境，在家中也饱受冷眼。而他的大舅子还让他在自己的运输公司里帮忙开车送货，不久后被解雇，也失去了唯一的收入来源。1997年年初，魏广秀与一个远房亲戚家的兄弟小马聊天，当时魏广秀问小马如何赚钱最快，小马立即开玩笑称“敲头”。这一玩笑也立刻让魏广秀当真，也有了第二次犯罪的念头。

## 案件经过

### 案发
1997年3月18日晚上6时30分，一名借住在杨浦区殷行街道东费家宅某号的26岁菜贩胡女士从集贸市场收摊回家，当她撑着雨伞走到住所附近一空旷工地时，遭到歹徒的袭击。而他的丈夫也已经在家做好饭菜，等妻子回来吃晚餐，直至晚上8时妻子依然没有到家。因胡的丈夫在市郊贩菜，周围邻居见胡久不归家即四处寻找，一直到晚上10时45分，胡的丈夫在附近的工地发现胡已死亡，随即拨打报警电话报案。杨浦警方经现场勘查后发现，死者系遭钝器所击致死。
3月20日，宝山区淞南新村又发生一起类似案件。41岁的施女士跟同事在西藏路某饭店聚餐后回家，当晚10时50分行至家门口，发现忘带大楼总门钥匙，之后她走到阳台下，请求丈夫把钥匙从6楼扔下。在丈夫将钥匙扔下后，丈夫未见妻子上楼，遂下楼察看，发现妻子已死亡，而她随身携带的挎包也被劫走。警方经勘查发现，施女士是被人从身后突然袭击，采用拳击撞墙等暴力手段致死。
3月22日，杨浦区再度发生类似案件：一名44岁的郑姓女子于21日晚9时10分左右，乘坐124路公交车在共青森林公园站下车，步行5至6分钟快到家门口时，遭到歹徒用钝器击打其头部，郑当即昏迷倒地，她随身带的包被抢走。经法医验定，郑某的头部损伤主要在后脑头枕部，共有5个创口，并颅骨骨折。之后在22日、23日，宝山区又连续发生袭击单身妇女的案件，作案手段大体一致。宝山警方遂将案情通报给杨浦警方。
4月1日至4月6日，杨浦区殷行街道、宝山区淞南新村、海滨地区又发生7起类似的抢劫案件。
4月14日，杨浦区共青森林公园发生一起抢劫案。据110报警台接到的群众报警记录，当时在公园内休闲的两名老人被人击伤后已送往医院抢救。警方接报后，杨浦警方迅速赶赴现场，交警封锁了周围路口，刑侦总队也派出警犬队到场助战，大批警员包围了公园。警方对公园内进行了地毯式搜查，但没有找到主凶。据此案受害者63岁周姓妇人回忆称，当天上午7时45分，她与71岁的朱某至共青森林公园游玩，至中午11时便坐在湖边的椅子上吃点心，随即遭人击打头部，击打后失去知觉。而她手上的一只金戒指和颈上一根项链也被劫走，被劫的项链上有一鸡心锁片挂件，锁片正面是鸳鸯图案，背面镌有篆体“明月”两字。而“明月”是她儿子的名字。
截至4月14日，此系列案件共发生13起类似抢劫案，导致2人死亡、6人重伤、6人轻伤，其中包含一名男性老人，伤者均被送至长海医院救治。案件中被抢的物品涵盖不同类别，包括辣酱、保健药品、饭盒、化妆品、香水、手表、戒指、项链、寻呼机等。由于作案地点相近，与案件相关的传言也开始传播开来，传言基于作案人的动机和作案形式，共有几十种不同的版本。有受害者传言称，歹徒是用一把钉有铁钉的大榔头作案的，也有市民称作案人是一个骑摩托车作案的犯罪团伙，准备在香港回归前，专门挑100个长发披肩的女子下手，更有市民说歹徒是用木棒把铁钉从脑后打入被害者的脑壳。

### 调查
在此次系列案件中的头两起案件接连发生时，相似的作案手法已经引起杨浦、宝山警方的注意，两局刑侦部门迅速交换了案件信息。与此同时，上海市公安局刑侦总队情报中心展开情报搜集工作。
4月12日，时任上海市公安局刑侦总队总队长吴延安召集王军副总队长以及重案一支队、七支队部分领导召开案情分析会，将已经发生的7起案件并案侦查，决定由王军牵头，率总队有关部门与杨浦、宝山分局组成专案组，对此系列案件展开调查。专案组对案件进行并串研究，初步判断案犯倾向于1人，身高1米7左右，并刻画了歹徒的特征、作案手法，判断了案件的特点、作案工具后形成五点共识：
1. 歹徒作案时间大多选择在夜间和市郊接合部的偏僻地段，用钝器从背后或侧面袭击被害人致昏迷，以施抢劫；
2. 歹徒较多选择年龄较大、身材较矮的中年妇女为侵害目标；
3. 歹徒以劫财为目的，作案手段凶狠，不计后果；
4. 根据被害人头部形成的创口，推断作案工具系铁管、铁棒类容易挥舞的钝器；
5. 歹徒系外来人员的可能性较大，身高1.70米左右，流窜于两区间作案，且乘公共汽车流窜的可能性较大，对案发地周围情况比较熟悉，其居住地或工作单位很可能就在案发地区一带。

调查开始后，专案组对案发地周围的38平方公里的重点区域进行搜查，并对4月6日发生的一起案件中被劫的寻呼机展开了重点侦查。根据当时仅提供的线索，专案组认定犯罪嫌疑人在宝山和杨浦地区应有落脚点，而根据被害人创口形成的情况分析，作案者个子不高，身强力壮，10起案件使用的均为同一种易挥动的钝器，可能系个人单独作案。以杨浦、宝山为中心，扩大到闸北、虹口的排摸嫌疑人的区域被划定，而在案件频发地区的夜间伏击守候、捕捉现行的行动也陆续展开。
4月15日上午，杨浦公安分局五角场派出所的一位民警前往朝阳百货商场的金银饰品柜台了解情况。一名售货员反映称，一个小时前有人在此修理过刻有“明月”两字的鸡心挂件，该金项链上带有明显的拉断痕迹。而这一挂件即为4月14日一位老人在共青森林公园被劫走的项链。售货员还描述了嫌疑人的体貌特征，系一外地民工模样的男子，剽悍强壮，操一口并不纯正的普通话，身着紫红色夹克衫。柜台负责人还表示，该男子在4月3日、5日也曾到此加工过金饰。消息上报至专案组后，刑侦专家张欣绘出了犯罪嫌疑人的模拟像，侦查员根据模拟像再次在案发地周围排查。
4月16日，时任上海市公安局技术侦察处副处长张宝发通过犯罪嫌疑人笔录中记下的一个寻呼机号码，利用寻呼机查找犯罪嫌疑人的位置。之后，警方监控到寻呼机收到一个来自宝山的电话呼叫，遂将嫌疑人的位置锁定在宝山区华浜二村的一处住户。同日晚，警方开展案件的查证、抓捕工作，遂进入华浜二村某号楼的202室搜查。晚上11时30分，警方进入202室将犯罪嫌疑人控制。经确认，犯罪嫌疑人系安徽籍男子魏广秀。翌日凌晨12时55分，特别行动队侦查员将魏广秀押往刑侦总队。
4月17日上午9时，上海市公安局召开新闻发布会，宣布此案正式告破。

### 逮捕、审判与处决
4月18日，上海市人民检察院第二分院以抢劫罪批准逮捕魏广秀。5月9日，上海市人民检察院第二分院以魏广秀犯抢劫罪，向上海市第二中级人民法院提起公诉。
由于该案处于新旧两版《刑法》、《刑事诉讼法》的交替时期，因此该案件的审理具有特殊性。法院在严格按照新修订的法律办案之余，在审判方式方面还作了改革。该案的主审法官薛振则在晚上实地到现场调查，并特意选择在与魏广秀作案时间相同的时段勘查。尽管修订后的《刑事诉讼法》没有对证人出庭作出强制规定，但为了做到事实证据调查在法庭、定罪量刑辩论在法庭、裁判结果形成于法庭，为公正裁判奠定可靠基础，合议庭决定此次庭审鉴定人、被害人等证人都要出庭指证。
5月27日上午9时15分，上海市第二中级人民法院在第六法庭公开开庭审理此案。审理期间，魏广秀交代了他的犯罪经过，称他单独持钝斧乘坐公交车或骑自行车，在宝山区、杨浦区寻找到作案目标后，尾随被害人至行人稀少、灯光黯淡的偏僻地带，从背后用斧背猛击被害人的头部，击倒被害人后实施抢劫。在下午3点的审理中，法庭开始调查3月18日抢劫案的事实。在该案中，魏广秀不仅敲击了受害人的头部，还用斧头敲击她的下半身，掀开上衣咬其乳房，并掐住她的脖子，最终致其机械性窒息而死亡。在公诉人询问魏广秀掐她脖子的目的时，魏广秀称“不让她反抗”。而辩护人主要想证明魏广秀的目的只是抢劫，不具有杀人故意。但受害人的诉讼代理人持不同态度，认为魏广秀实施了除抢劫外的其它暴力行为，对被害人有故意杀人行为，应以抢劫罪和故意杀人罪两罪并罚。公诉人还对魏广秀的作案方式作了仔细询问。魏广秀在法庭上称，选择宝山、杨浦作案是因为他以前在吴淞当过兵，对这一带比较熟悉。而他选择在夜晚7到10点作案，是因为“路上人少，目标主要是人单力薄的单身妇女，因为比较容易得手”。
5月29日上午，上海二中院一审宣判，以抢劫罪判处魏广秀死刑，剥夺政治权利终身；作案工具钝斧予以没收，赃物、赃款予以追缴。宣判后，魏广秀认为判刑过重，不服判决，请求上诉。经过讨论，上海市高级人民法院组成的合议庭认为，魏广秀刑满释放后不到5个月继续犯罪，具有累犯的法定从重情节，案发后又有拒捕和抗拒交代等严重情节，且不具有自首、检举立功等法定从轻情节，因此对魏广秀不能从轻处罚。6月12日，上海市高级人民法院作出二审裁定，驳回其上诉，维持原判。6月13日下午3时40分，魏广秀被执行死刑。

## 影响
该案发生后，对上海的社会治安、社会秩序造成了一定的影响，一些市民更为此“谈‘敲’色变”。由于安全上的忧虑，女性基本上不敢单独走出家门，一些家庭开始为不得不夜归的家人采取各种保护措施。在案件高发地区，丈夫陪妻子、父亲陪女儿成为了当地街头的常见现象；不少纺织厂女工不敢上中班、夜班，有的工厂将职工食堂临时作为宿舍使用，没有条件的会借用附近学校的教室作为宿舍。还有一些女性将头发剪短，出门也不敢穿红色或其他颜色鲜艳的衣服，更有市民深夜出门时佩戴头盔行走，或随身携带榔头以防遭到歹徒袭击。一些餐馆、娱乐场所也为了保障安全直接暂停晚市。

## 后续
- 1997年6月17日上午，上海市公安局为此案举行表彰大会。会上宣布，根据时任公安部部长陶驷驹签署的命令，此案件专案组获集体一等功[4]。
- 曾参与该案侦破工作的时任上海市公安局技术侦察处副处长张宝发（后任上海市公安局巡视员、技术侦察总队总队长），于2014年10月当选为第五届“我最喜爱的人民警察”，为此次评选活动的10名当选者之一[3][8]。